# Aeschynomene pleuronervia
Aeschynomene pleuronervia är en ärtväxtart som beskrevs av Dc. Aeschynomene pleuronervia ingår i släktet Aeschynomene och familjen ärtväxter. Inga underarter finns listade i Catalogue of Life.